# Josip Jelačić
El Comte Josip Jelačić de Bužim, (16 d'octubre de 1801, Petrovaradin - 20 de maig de 1859. Zagreb) va ser el ban de Croàcia entre el 23 de març de 1848 i el 19 de maig de 1859. Va ser membre de la Casa de Jelačić i un important general, recordat per les seues campanyes militars a la Revolució de 1848 i per la seva abolició del vassallatge a Croàcia.

## Vida i carrera militar
Fill del baró croat Franjo Jelačić Bužimski (o en altres documents, o en alemany Franz Freiherr (baró) Jelačić von Bužim) (1746 – 1810) un tinent mariscal de camp i de mare austríaca Anna Portner von Höflein, Jelačić va nàixer al poble de Petrovaradin a Krajina a la frontera militar de l'Imperi Habsburg, que abasta en l'actualitat Vojvodina, a Sèrbia.
Va ser educat a Viena a l'Acadèmia Militar Teresiana, on va rebre una educació polivalent, i hi va mostrar especial interès en la història i les llengües estrangeres. Arrossegà a l'exèrcit austríac l'11 de març 1819, amb el rang de tinent del regiment Vinko Freiherr von Knežević, nomenat pel seu oncle. Parlava amb fluïdesa totes les llengües eslaves meridionals, així com l'alemany, l'italià i el francès.
L'1 de maig de 1825 va ser promocionat a primer tinent, i a capità l'1 de setembre de 1830 a Karlovac (Croàcia).
El 17 d'octubre 1835, dirigí una campanya militar contra les tropes bosnianes i otomanes a Velika Kladuša per la qual va ser condecorat. Va ser promogut comandant el 20 de febrer de 1837 al regiment Freiherr von Gollner, i a principi de maig de 1841 Tinent coronel al Regiment de la Guàrdia croata primer a la frontera a Glina, llavors promogut coronel el 18 d'octubre. Com coronel, el comandant administratiu de la regió, va guanyar la simpatia de les nacions que voregen al seu voltant, el que resultaria ser avantatjosa tenint en compte les seves gestes en el futur.
El 22 de març, Jelačić fou promogut comandant general, i alhora la Sabor (l'Assemblea Nacional de Croàcia, que estava subordinada al Regne d'Hongria) el trià com ban de Croàcia. La Sabor també va declarar que les primeres eleccions a l'assemblea representativa se celebrarien al maig de 1848. Jelačić va ser ascendit a Tinent Mariscal de Camp el 7 d'abril de 1848, i va esdevenir el comandant de totes les tropes dels Habsburg a Croàcia.

## Revolució hongaresa de 1848

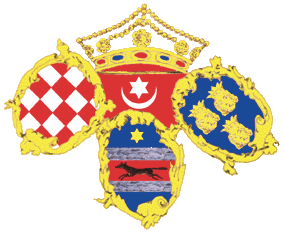
Bandera del Ban Josip Jelačić, 1848

Jelačić era en contra de la revolució hongaresa de 1848-49 i, per tant, la seua reputació és diferent a Àustria, Croàcia, i Hongria.
Viatjà a Viena per jurar-se defensor de l'emperador d'Àustria, Ferran I d'Àustria, però es va negar a prestar jurament com ban de Croàcia, perquè era un territori dependent hongarès. Les relacions entre el Regne d'Hongria i l'Imperi austríac es van deteriorar després de l'esclat de la Revolució hongaresa de 15 març 1848. Però després va prestar jurament com a ban de Croàcia el 5 de juny de 1848. A causa de l'absència del bisbe Juraj Haulik, va prestar el jurament davant el patriarca ortodox serbi Josif Rajačić.
Jelačić, ara ban, va recolzar l'objectiu de Croàcia a mantenir l'autonomia del Regne d'Hongria i va procedir a tallar tots els vincles oficials de Croàcia amb Hongria. La Cort Imperial austríaca inicialment es va oposar a aquest acte com una desobediència i un acte de separatisme, i va declarar que Josip era un rebel i que la Sabor era il·legitima. Però el tribunal de sobte es va adonar que Jelačić i el seu exèrcit croat eren un suport en contra de la recent format Govern Batthyány. Viatjant de nou a Zagreb l'abril, Jelačić va negar de cedir a aquest nou govern qualsevol cooperació, i va convocar eleccions per la Sabor, el 25 de març de 1848.

## Parlament croat, la Sabor

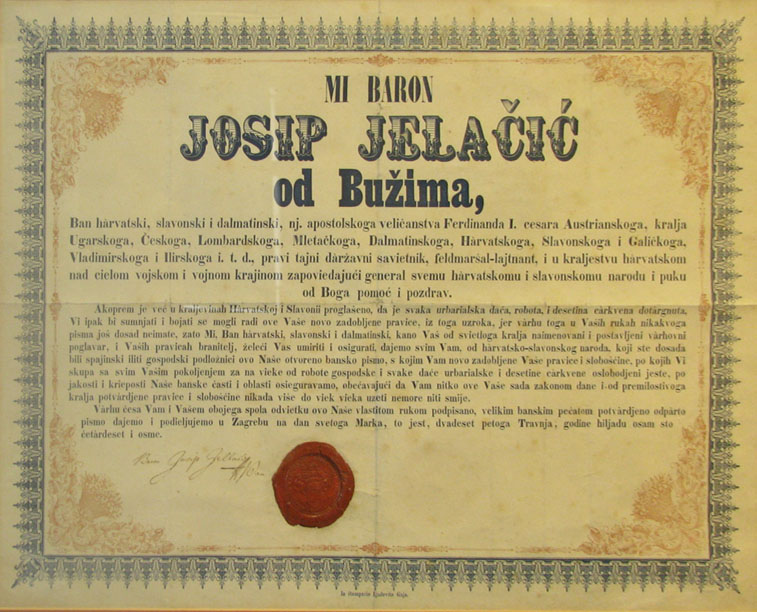
Proclamació del Ban Josip Jelačić abolint el vassallatge.

La Sabor –ara fent d'Assemblea Nacional– declarà les següents demandes a l'emperador Habsburg:
1. La unió de totes les províncies croates (Regne Croat-Eslau, Ístria i Dalmàcia)
2. La separació del Regne d'Hongria
3. Abolició del vassallatge
4. Drets civils complets
5. Afirmació de la igualtat de les nacions

La Sabor es va oposar fermament a la «massiva nacionalista magiarització política del Regne d'Hongria des dels Carpats a l'Adria, que el govern acabat de formar representa, sobretot Lajos Kossuth».
El 19 abril 1848 Jelačić proclamà la unió de les províncies de Croàcia, i la separació del Regne d'Hongria. Al mateix temps, va proclamar lleialtat incondicional a la monarquia Habsburg. La Constitució de Croàcia del 24 abril de 1848 va declarar que «les llengües de totes les ètnies han de ser inviolables».
En la condició de vassallatge, era evident que el canvi de la situació dels croats camperols hauria d'esperar fins al final de la revolució. Jelačić va mantenir la institució de la Frontera Militar perquè ell pogués proveir-la de més soldats. La gent de la regió va protestar per això, però el ban Jelacic va aniquilar la dissidència a una cort marcial sumària i que va decidir l'execució de molts dissidents.
Al maig, Jelačić va establir el Bansko Vijeće («Consell del ban»). El seu àmbit previst era l'aplicació de l'autoritat en tasques ministerials com Interior, Justícia, Escoles i Educació, Religió, Finances i Defensa; i aquest consell va actuar com un govern de Croàcia.

## Debats intermedis
L'emperador austríac cridà Jelačić a Innsbruck, d'on la cort imperial havia fugit, i l'emperador allí li va dir que les tropes croates i d'Eslavònia de les províncies italianes volien unir les seves forces amb les de Croàcia, però que això debilitaria les forces a Itàlia. Així Jelačić va demanar a tots els soldats estacionats a les províncies italianes de mantenir la calma i quedar-se quiets.
La cort austríaca no va concedir la separació de Croàcia d'Hongria. Durant els seus viatges de tornada a Zagreb, Jelačić llegí a l'estació ferroviària de Lienz que el 10 de juny l'emperador li havia rellevat de tots els seus càrrecs. Però Jelačić romania lleial a l'Emperador, i va mantenir relacions amb la cort imperial, especialment amb l'emperadriu Sofia, la mare de Francesc Josep I d'Àustria.
Immediatament després d'arribar a Zagreb, Jelačić rebé l'ordre d'unir-se a les discussions amb el govern hongarès a Viena. Durant aquestes, Jelačić va declarar que la seva posició es deriva de la Pragmàtica Sanció de 1713, mentre que Lajos Batthyány li digué de «separatista» tractant de trencar amb la monarquia dels Habsburg. Jelačić va descriure això com una revolta. Batthyány va advertir Jelačić que açò podria significar la guerra.
Jelačić va aturar el debat i tornar a Croàcia, on les tropes hongareses s'havien reunit a la frontera i es van fer proclames hostils en contra.

## Guerra contra el Regne d'Hongria
Jelačić sentia cada vegada més el creixent desordre a l'Imperi Austríac, i es decidí per l'acció immediata. L'1 de setembre a Varaždin creuà el riu Drava amb 45.000 soldats, i altres 10.000 croates insurgents, dirigits pel general de Brigada Roth, que creuaren el Drava més avall.
Jelačić ocupà Međimurje, que era majoritàriament croata. Les dues forces estaven mal armades a causa de la ràpida mobilització. Les reserves no eren tampoc ben organitzades, de manera que l'avanç al territori hongarès va ser difícil. Els subministraments van provenir dels habitants que van acollir les tropes. Els esquadrons hongaresos liderats pel comte Wrbna, el comte Kress i el comte Hardegg s'uniren a les tropes de Jelačić.
L'entusiasme a les tropes croates cresqué quan a Siófok el ban va rebre una carta de Ferran I d'Àustria a la qual cancel·lava el decret que el retirava de totes les posicions, i el va ascendir a comandant general de totes les tropes a Hongria.
Durant la seva marxa fins a Pest i Buda (ara units com Budapest), Jelačić rebé un missatge de l'Arxiduc Esteve, situat a Veszprém, per informar-li de la decisió de l'emperador sobre que Lajos Batthyány havia estat aprovat per la creació d'un nou govern, dient-li d'aturar les tropes, i de discutir noves mesures a la seva oficina. Jelačić li respongué que no podia aturar les tropes en eixe moment, però estava preparat per conversar amb l'arxiduc al port de Balatonszemes però la trobada no va pas tenir lloc.